# Raphael Cheenath
Raphael Cheenath SVD (* 29. Dezember 1934 in Manalur; † 14. August 2016) war ein indischer Ordensgeistlicher und römisch-katholischer Erzbischof von Cuttack-Bhubaneswar.

## Leben
Raphael Cheenath trat der Ordensgemeinschaft der Steyler Missionare bei und empfing am 21. September 1963 die Priesterweihe.
Papst Paul VI. ernannte ihn am 28. Februar 1974 zum Bischof von Sambalpur. Sein Amtsvorgänger als Bischof von Sambalpur, Hermann Westermann SVD, spendete ihm am 18. Mai desselben Jahres die Bischofsweihe; Mitkonsekratoren waren Pius Kerketta SJ, Erzbischof von Ranchi, und Joseph Robert Rodericks SJ, Bischof von Jamshedpur.
Papst Johannes Paul II. ernannte ihn am 1. Juli 1985 zum Erzbischof von Cuttack-Bhubaneswar. Am 11. Februar 2011 nahm Papst Benedikt XVI. sein altersbedingtes Rücktrittsgesuch an.